# Liste der Kulturdenkmäler in Hamburg-Steinwerder
Die Liste der Kulturdenkmäler in Hamburg-Steinwerder enthält die in der Denkmalliste ausgewiesenen Denkmäler auf dem Gebiet des Stadtteils Steinwerder der Freien und Hansestadt Hamburg.
Basis ist der Datensatz Denkmalliste Hamburg auf dem Transparenzportal Hamburg. Dieser enthält alle Objekte, die rechtskräftig nach dem Hamburger Denkmalschutzgesetz vom 5. April 2013 unter Denkmalschutz stehen (§ 6 Abs. 1 DSchG HA) oder zumindest zeitweise standen. Die Denkmalliste steht auch als PDF-Dokument zur Verfügung. Alle Denkmäler in Steinwerder, die schon nach dem Denkmalschutzgesetz vom 3. Dezember 1973, zuletzt geändert am 27. November 2007, unter Denkmalschutz standen, sind auch auf der Liste der Kulturdenkmäler im Hamburger Bezirk Hamburg-Mitte zu finden.

## Legende
- ID: Gibt die vom Denkmalschutzamt Hamburg vergebene Objekt-ID (Identifikationsnummer) des Kulturdenkmals an, (in Klammern gegebenenfalls die Denkmalnummer nach altem Denkmalschutzgesetz).
- Adresse: Nennt den Straßennamen und, wenn vorhanden, die Hausnummer des Kulturdenkmals. Die Grundsortierung der Liste erfolgt nach dieser Adresse.
- Art: Zeigt an, ob es ein Objekt („O“) oder ein Ensemble („E“) ist.
- Datierung: Gibt die Datierung an; das Jahr der Fertigstellung bzw. den Zeitraum der Errichtung.
- Ensemble: Gibt die Nummer des Ensembles an, zu der das Objekt gehört, bzw. bei Ensembles die Nummer des Ensembles selbst.

Hinweis: Die Grundsortierung der Liste erfolgt nach der Adresse und ist alternativ nach ID, Art (Objekt oder Ensemble), Typ, Datierung, Entwurf oder Kurzbeschreibung sortierbar.

| ID           | Adresse                                                                                                | Art | Typ                                                                                             | Kurzbeschreibung | Datierung                        | Entwurf | Ensemble | Bild           |
| ------------ | --- | --- | ----------------------------------------------------------------------------------------------- | --- | -------------------------------- | --- | -------- | -------------- |
| 29986        | Am Elbtunnel o. Nr., Bei den St.-Pauli-Landungsbrücken o. Nr. (Lage)                                   | E   |                                                                                                 | Alter Elbtunnel (St.-Pauli-Elbtunnel) | 1912                             | | 29986    | weitere Bilder |
| 13163 (1399) | Am Elbtunnel o. Nr. (Lage)                                                                             | O   | Tunnel; Schachtgebäude; u. a.                                                                   | Alter Elbtunnel (St.-Pauli-Elbtunnel) | 1907–1911                        | | 29986    | weitere Bilder |
| 30037        | Auguste-Victoria-Kai o. Nr., Nehlsstraße o. Nr. (Lage)                                                 | E   |                                                                                                 | Kräne am Auguste-Victoria-Kai / Nehlsstraße |                                  | | 30037    | BW             |
| 13161        | Auguste-Victoria-Kai o. Nr. (Lage)                                                                     | O   | Kräne                                                                                           | | 20. Jh., 3. Viertel              | | 30037    | BW             |
| 14526        | Breslauer Straße 4 (Lage)                                                                              | O   | Werkstattgebäude                                                                                | | 1920er Jahre                     | |          | BW             |
| 29903        | Breslauer Straße bei Nr. 4 (Lage)                                                                      | O   | Straßenbrücke (Eisenbahnbrücke)                                                                 | Ellernholzkanalbrücken, Gruppe von Brücken über den Ellernholzkanal, bestehend aus einer Straßen- und zwei Eisenbahnbrücken                                          | 1913; 1922; 1925                 | |          |                |
| 30039        | Ellerholzdamm 15, 17, 19 (Lage)                                                                        | E   |                                                                                                 | Flintwerft Ellerholzdamm |                                  | | 30039    | weitere Bilder |
| 13166        | Ellerholzdamm 15 (Lage)                                                                                | O   | Werftanlage                                                                                     | Flintwerft | 19. Jh., ab                      | | 30039    | BW             |
| 13164        | Ellerholzdamm 17 (Lage)                                                                                | O   | Werftanlage                                                                                     | Flintwerft | 19. Jh., ab                      | | 30039    | BW             |
| 13165        | Ellerholzdamm 19 (Lage)                                                                                | O   | Werftanlage                                                                                     | Flintwerft | 19. Jh., ab                      | | 30039    | BW             |
| 30032        | Ellerholzdamm 33, 35, 37                                                                               | E   |                                                                                                 | Ellerholzdamm 33, 35, 37 |                                  | | 30032    |                |
| 13148        | Ellerholzdamm 33 (Lage)                                                                                | O   | Portalkräne                                                                                     | | 1964                             | | 30032    | BW             |
| 13149        | Ellerholzdamm 35 (Lage)                                                                                | O   | Portalkräne                                                                                     | | 1964                             | | 30032    | BW             |
| 13147        | Ellerholzdamm 37 (Lage)                                                                                | O   | Portalkräne                                                                                     | | 1964                             | | 30032    | BW             |
| 14523 (1716) | Ellerholzhöft o. Nr. (Lage)                                                                            | O   | Leuchtturm                                                                                      | Leuchtturm Ellerholzhafen | 1901–1902                        | |          | weitere Bilder |
| 13151        | Ellerholzschleuse (Lage)                                                                               | O   | Schleuse                                                                                        | Ellerholzschleuse | 1913                             | | 30033    | weitere Bilder |
| 13150        | Ellerholzschleusenbrücke (Lage)                                                                        | O   | Brücke                                                                                          | Ellerholzschleusenbrücken | 1913                             | | 30033    | BW             |
| 30033        | Ellerholzweg 1a, Ellerholzschleuse, Ellerholzschleusenbrücke (Lage)                                    | E   |                                                                                                 | Ellerholzschleuse |                                  | | 30033    |                |
| 14764        | Ellerholzweg 1a (Lage)                                                                                 | O   | Schleusenwärterhaus                                                                             | | 1904/06                          | | 30033    | weitere Bilder |
| 31250        | Hachmannbrücke o. Nr., Roßbrücke östlich der Straßenbrücke, Howaldtbrücke                              | E   |                                                                                                 | Roßkanalbrücken | 20. Jh. (erste Hälfte), vermutl. | | 31250    | weitere Bilder |
| 28702        | Hachmannbrücke o. Nr. (Lage)                                                                           | O   | Straßenbrücke/Bahnbrücke                                                                        | Hachmannbrücke | 1939–1941                        | Amt für Strom- und Hafenbau | 31250    |                |
| 30035        | Hachmannkai o. Nr., Roßweg 6, 8, 20 (Lage)                                                             | E   |                                                                                                 | Roßwerft / Vulcanwerft / MAN-Motorenwerk |                                  | | 30035    | BW             |
| 13155        | Hachmannkai o. Nr. (Lage)                                                                              | O   | Werftanlage; Industrieanlage                                                                    | MAN-Motorenwerk, ehem.; Roßwerft/Vulkan-Werft, ehem. | 1940er Jahre, ab                 | | 30035    | BW             |
| 30031        | Hermann-Blohm-Straße 2, 2, 3, 3, Lotsenhöft o.N r., Steinwerder Kai o. Nr., Wendemuthkai o. Nr. (Lage) | E   |                                                                                                 | Blohm & Voss, Werftanlage mit verschiedenen Gebäuden, darunter Verwaltungsgebäude, Maschinenbauhalle, Lotsenhaus, Feuerwache, Trockendock Elbe 17 sowie Turmdrehkran |                                  | | 30031    | BW             |
| 13143        | Hermann-Blohm-Straße 2, 3 (Lage)                                                                       | O   | Lotsenhaus                                                                                      | Blohm & Voss, Werftanlage mit verschiedenen Gebäuden, darunter Verwaltungsgebäude, Maschinenbauhalle, Lotsenhaus, Feuerwache, Trockendock Elbe 17 sowie Turmdrehkran | 20. Jh., 1. Viertel              | | 30031    | BW             |
| 13144        | Hermann-Blohm-Straße 2, 3 (Lage)                                                                       | O   | Feuerwache                                                                                      | Blohm & Voss, Werftanlage mit verschiedenen Gebäuden, darunter Verwaltungsgebäude, Maschinenbauhalle, Lotsenhaus, Feuerwache, Trockendock Elbe 17 sowie Turmdrehkran | 20. Jh., 1. Hälfte               | | 30031    | BW             |
| 13145        | Hermann-Blohm-Straße 2, 3 (Lage)                                                                       | O   | Trockendock                                                                                     | Blohm & Voss, Werftanlage mit verschiedenen Gebäuden, darunter Verwaltungsgebäude, Maschinenbauhalle, Lotsenhaus, Feuerwache, Trockendock Elbe 17 sowie Turmdrehkran | 1938                             | | 30031    | weitere Bilder |
| 14532        | Hermann-Blohm-Straße 2, 3 (Lage)                                                                       | O   | Werftanlage (Verwaltungsgebäude; Maschinenbauhalle; Lotsenhaus; Feuerwache; Trockendock; u. a.) | Blohm & Voss, Werftanlage mit verschiedenen Gebäuden, darunter Verwaltungsgebäude, Maschinenbauhalle, Lotsenhaus, Feuerwache, Trockendock Elbe 17 sowie Turmdrehkran | 20. Jh., 1. Hälfte, ab           | | 30031    | BW             |
| 14534        | Hermann-Blohm-Straße 2, 3 (Lage)                                                                       | O   | Werfthalle                                                                                      | Blohm & Voss, Werftanlage mit verschiedenen Gebäuden, darunter Verwaltungsgebäude, Maschinenbauhalle, Lotsenhaus, Feuerwache, Trockendock Elbe 17 sowie Turmdrehkran | 20. Jh., 1. Hälfte               | | 30031    | BW             |
| 14535        | Hermann-Blohm-Straße 2, 3 (Lage)                                                                       | O   | Turmdrehkran                                                                                    | Blohm & Voss, Werftanlage mit verschiedenen Gebäuden, darunter Verwaltungsgebäude, Maschinenbauhalle, Lotsenhaus, Feuerwache, Trockendock Elbe 17 sowie Turmdrehkran | 1916                             | DEMAG | 30031    | BW             |
| 14536        | Hermann-Blohm-Straße 2, 3 (Lage)                                                                       | O   | Verwaltungsgebäude                                                                              | Verwaltungsgebäude Blohm & Voss | 1950er Jahre                     | | 30031    |                |
| 28703        | Howaldtbrücke (Lage)                                                                                   | O   | Straßenbrücke                                                                                   | Howaldtbrücke | 1939–1940                        | Amt für Strom- und Hafenbau | 31250    |                |
| 14874        | Köhlbrandbrücke o. Nr. (Lage)                                                                          | O   | Hochbrücke                                                                                      | Köhlbrandbrücke | 1970–1974                        | ARGE Köhlbrand-Hochbrücke, Gestalterische Beratung: Egon Jux, Philipp Holzmann AG, Polensky & Zöllner, Siemens-Bauunion GmbH, Rheinstahl AG, Hein, Lehmann & Co.AG, Carl Spaeter GmbH |          | weitere Bilder |
| 29309        | Kronprinzkai o. Nr.                                                                                    | O   | Kaianlagen                                                                                      | Uferbefestigung am Leichterkanal mit Einfassungsmauern, Treppenanlage, Geländer usw.                                                                                 | 19. Jh., Ende                    | |          |                |
| 14533        | Lotsenhöft o. Nr. (Lage)                                                                               | O   | Lotsenhaus/Feuerwache                                                                           | Blohm & Voss, Werftanlage mit verschiedenen Gebäuden, darunter Verwaltungsgebäude, Maschinenbauhalle, Lotsenhaus, Feuerwache, Trockendock Elbe 17 sowie Turmdrehkran | 20. Jh., 1. Viertel              | | 30031    |                |
| 14807        | Nehlsstraße o. Nr. (Lage)                                                                              | O   | Kräne                                                                                           | | 20. Jh., Mitte                   | | 30037    | BW             |
| 30034        | Reiherdamm o. Nr. (Lage)                                                                               | E   |                                                                                                 | Grevenhofschleuse |                                  | | 30034    | weitere Bilder |
| 13153 (1715) | Reiherdamm o. Nr. (Lage)                                                                               | O   | Schleuse                                                                                        | Grevenhofschleuse | 1913, um                         | | 30034    |                |
| 29307        | Reiherkai o. Nr.                                                                                       | O   | Kaianlagen                                                                                      | Uferbefestigung am Leichterkanal mit Einfassungsmauern, Treppenanlage, Geländer usw.                                                                                 | 19. Jh., Ende                    | |          |                |
| 28704        | Roßbrücke östlich der Straßenbrücke (Lage)                                                             | O   | Eisenbahnbrücke                                                                                 | Roßbrücke | 1912                             | Amt für Strom- und Hafenbau | 31250    |                |
| 13157        | Roßweg 6 (Lage)                                                                                        | O   | Fabrikanlage                                                                                    | MAN-Motorenwerk, ehem. | 1940er Jahre, ab                 | | 30035    | BW             |
| 13158        | Roßweg 8 (Lage)                                                                                        | O   | Fabrikanlage                                                                                    | MAN-Motorenwerk, ehem. | 1940er Jahre, ab                 | | 30035    | BW             |
| 13156        | Roßweg 20 (Lage)                                                                                       | O   | Werftanlage (Plattenlager; Anzeichnerei/Schnürboden; Werkhallen (Schiffsbauwerkstätten); u. a.) | Roßwerft/Vulkan-Werft | 20. Jh., 1. Hälfte               | | 30035    | BW             |
| 30036        | Schanzenweg 10, 12                                                                                     | E   |                                                                                                 | Schanzenweg 10, 12 |                                  | | 30036    |                |
| 13159        | Schanzenweg 10 (Lage)                                                                                  | O   | Arbeiterwohnhaus                                                                                | | 20. Jh., 2. Viertel              | | 30036    |                |
| 13160        | Schanzenweg 12 (Lage)                                                                                  | O   | Arbeiterwohnhaus                                                                                | | 20. Jh., 2. Viertel              | | 30036    |                |
| 13146        | Steinwerder Kai o. Nr.                                                                                 | O   | Turmkran                                                                                        | Blohm & Voss, Werftanlage mit verschiedenen Gebäuden, darunter Verwaltungsgebäude, Maschinenbauhalle, Lotsenhaus, Feuerwache, Trockendock Elbe 17 sowie Turmdrehkran | 20. Jh., Mitte                   | | 30031    |                |
| 29311        | Stettiner Ufer o. Nr.                                                                                  | O   | Kaianlagen                                                                                      | Kaianlagen | 20. Jh., Anfang                  | |          |                |
| 29200        | Stillhorner Damm 10, Vogelreth 2 (Lage)                                                                | O   | Fabrikgebäude                                                                                   | Maschinenfabrik Gall & Seitz, ehem. | 1920er/1930er Jahre              | |          | BW             |
| 29310        | Travehafen (Lage)                                                                                      | O   | Hafenbecken (Hafenbecken; Uferbefestigung); Schlengelanlage                                     | Travehafen, Hafenbecken mit Uferbefestigung und Schlengelanlagen, Travehafen soll verfüllt werden, ist bereits aufgegeben; nach Verfüllung löschen                   | 1910, um                         | |          | weitere Bilder |
| 14531        | Wendemuthkai o. Nr.                                                                                    | O   | Werftanlage                                                                                     | Blohm & Voss, Werftanlage mit verschiedenen Gebäuden, darunter Verwaltungsgebäude, Maschinenbauhalle, Lotsenhaus, Feuerwache, Trockendock Elbe 17 sowie Turmdrehkran | 20. Jh., 2. Hälfte               | | 30031    |                |
| 14524        | Worthdamm 27 Nähe Anleger Arningstraße (Lage)                                                          | O   | Luftschutzbau, Ringtreppenturm                                                                  | | 1941                             | |          |                |